# Kawus Kalantar
Kawus Kalantar (* 1990 in Bremen) ist ein deutscher Stand-Up-Comedian.

## Persönliches
Kalantar, dessen Eltern aus dem Iran stammen, wuchs im Bremer Stadtteil Vahr auf und besuchte in der Hansestadt die Schule an der Witzlebenstraße sowie das Hermann-Böse-Gymnasium. Nach seinem Abitur begann er ein Studium der Politikwissenschaften in Rostock.

## Werdegang
Während seines Studiums trat Kalantar erstmals bei einem Poetry-Slam auf und zog später nach Berlin, um dort mit Freunden eine Stand-Up-Comedy-Szene zu gründen. Bei fast täglichen Auftritten wurde Felix Lobrecht auf ihn aufmerksam, der ihm eine Agentur empfahl und ab September 2019 als Opener für seine Shows vor bis zu 5000 Personen engagierte. Kalantar spielte anschließend selbst immer größere Shows und war gemeinsam mit Lobrecht Teil des Comedy-Quartetts „StandUp 44“, das von Daniel Wolfson und Kinan Al vervollständigt wurde und im Sommer 2020 und 2021 gemeinsam auf Comedytour ging. Mit Wolfson betrieb er darüber hinaus von 2019 bis 2024 den Podcast „Chips und Kaviar“ sowie eine gleichnamige Comedyshow in Berlin, bei der Newcomer ihr Material testen können.
Anfang Oktober 2021 wurde Kalantar als bester Newcomer mit dem Deutschen Comedypreis ausgezeichnet.